# Cecilio di Calacte
Cecilio di Calatte (Caronia, antica Calacte, I secolo a.C. – ...) è stato un retore siceliota.

## Biografia
Secondo il lessico bizantino Suda, Cecilio era in origine uno schiavo ebreo di nome Arcàgato. 
Visse a Roma sotto l'imperatore Augusto e fu probabilmente allievo di Apollodoro di Pergamo. Maestro di retorica, fu seguace dello stile attico, ritenuto essenziale, limpido e semplice, contro quello asiano, accusato di far leva su orpelli e gonfiezze.

## Opere
Delle opere ceciliane non abbiamo che 168 frammenti e titoli.
Un primo gruppo di opere era dedicato agli oratori. In primo luogo, un trattato Sullo stile dei dieci oratori, contenente vite ed esame critico delle opere dei dieci oratori del canone alessandrino, che fornirono probabilmente le basi al trattato omonimo attribuito a Plutarco; Su Lisia, in cui sosteneva la superiorità di quest'ultimo su Platone come modello di atticismo ; due confronti retorici, il Confronto tra Demostene e Cicerone  e il Confronto tra Demostene ed Eschine; infine, sempre su Demostene, Sui discorsi genuini e spuri di Demostene.
Opere legate alla stilistica degli oratori riguardavano la teoria retorica, a partire dal trattato Del Sublime, ampiamente citato e confutato dall'anonimo trattato dallo stesso titolo: il breve trattato  ometteva, tra l'altro, la trattazione del pathos come fonte del sublime, concentrandosi sull'uso delle figure retoriche, soprattutto delle metafore:
(Del Sublime, I 1, trad. F. Donati)
Ancora, Cecilio aveva scritto, conformemente a questo tecnicismo, Sulla retorica e sulle figure retoriche, una selezione, ordinata alfabeticamente, di frasi-guida per permettere ai discenti l'acquisizione di un puro lessico attico: si trattava, in effetti, del primo esempio di quei lessici atticisti ampiamente sviluppatisi nel secolo seguente. Infine, l'opera Contro i Frigi era probabilmente un attacco alle teorie stilistiche dell'Asianesimo.
Cecilio si occupò anche di storiografia, scrivendo, sulla sua terra, un commentario sulla Storia delle guerre servili, sulle rivolte degli schiavi nella sua nativa Sicilia.